# 6698 Malhotra
6698 Malhotra eller 1987 SL1 är en asteroid i huvudbältet som upptäcktes den 21 september 1987 av den amerikanske astronomen Edward L.G. Bowell vid Anderson Mesa Station. Den är uppkallad efter den amerikanske astronomen Renu Malhotra.
Asteroiden har en diameter på ungefär 8 kilometer och den tillhör asteroidgruppen Nysa.